# JR West série 283
La série 283 (283系, 283-kei) est un type de rame automotrice exploitée par la compagnie West Japan Railway Company (JR West) dans la région du Kansai.

## Description
Les rames sont composées de 3 caisses (2 rames) ou 6 caisses (2 rames) pouvant être couplées pour former une rame de 9 voitures. Les rames sont équipées d'un dispositif pendulaire qui permet de franchir les virages à une vitesse plus élevée.
La série 283, surnommée "Ocean Arrow", a été conçue pour satisfaire une clientelle touristique avec sa voiture "Green Car" (la première classe) et son salon panoramique.

## Histoire
Les rames entrent en service le 31 juillet 1996.

## Affectation
Les rames de la série 283 assurent les services Limited express Kuroshio entre Kyoto et Shingū.

## Galerie photos

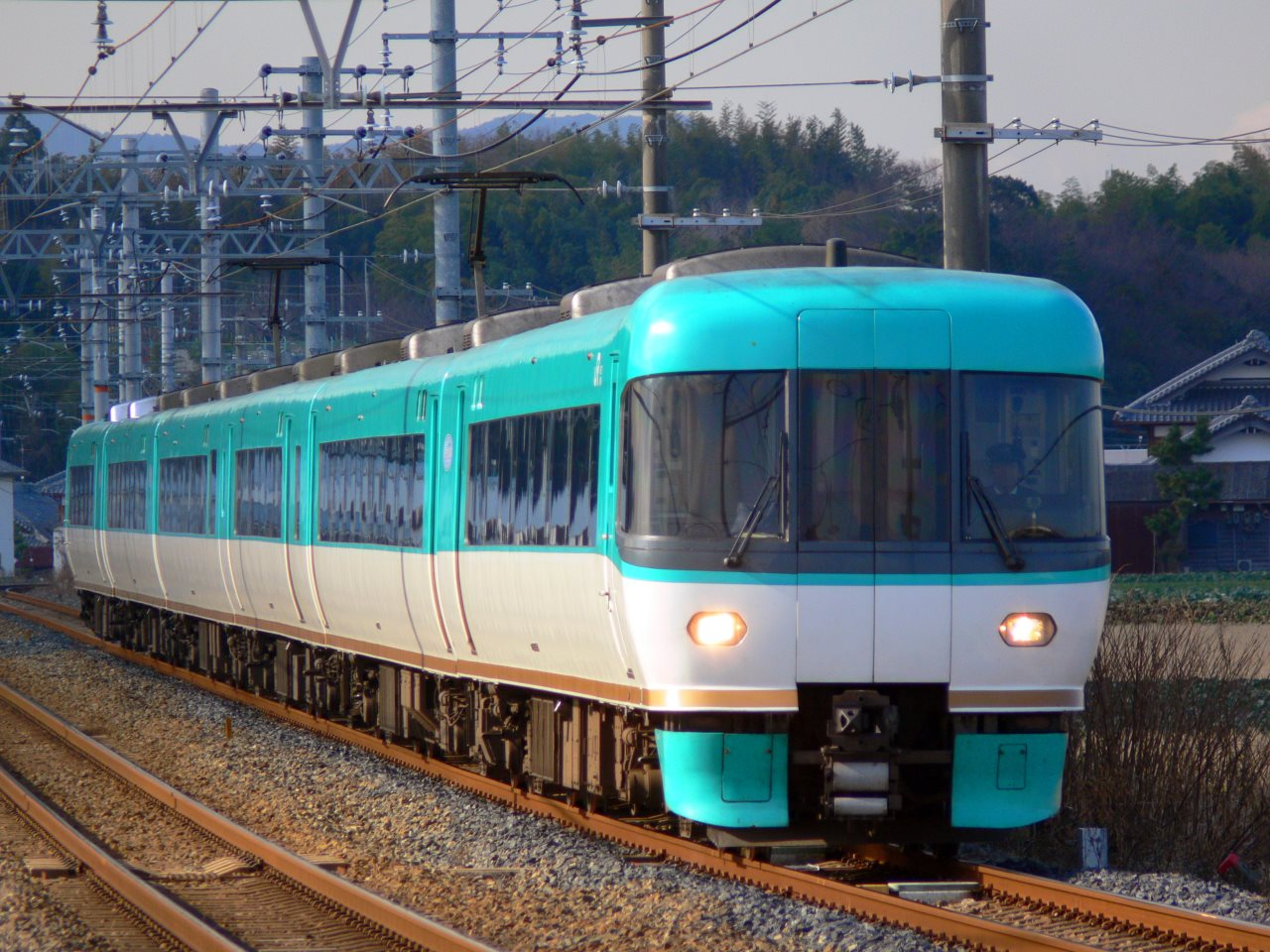
Voiture d'extrémité plate permettant l'intercirculation entre 2 rames couplées.
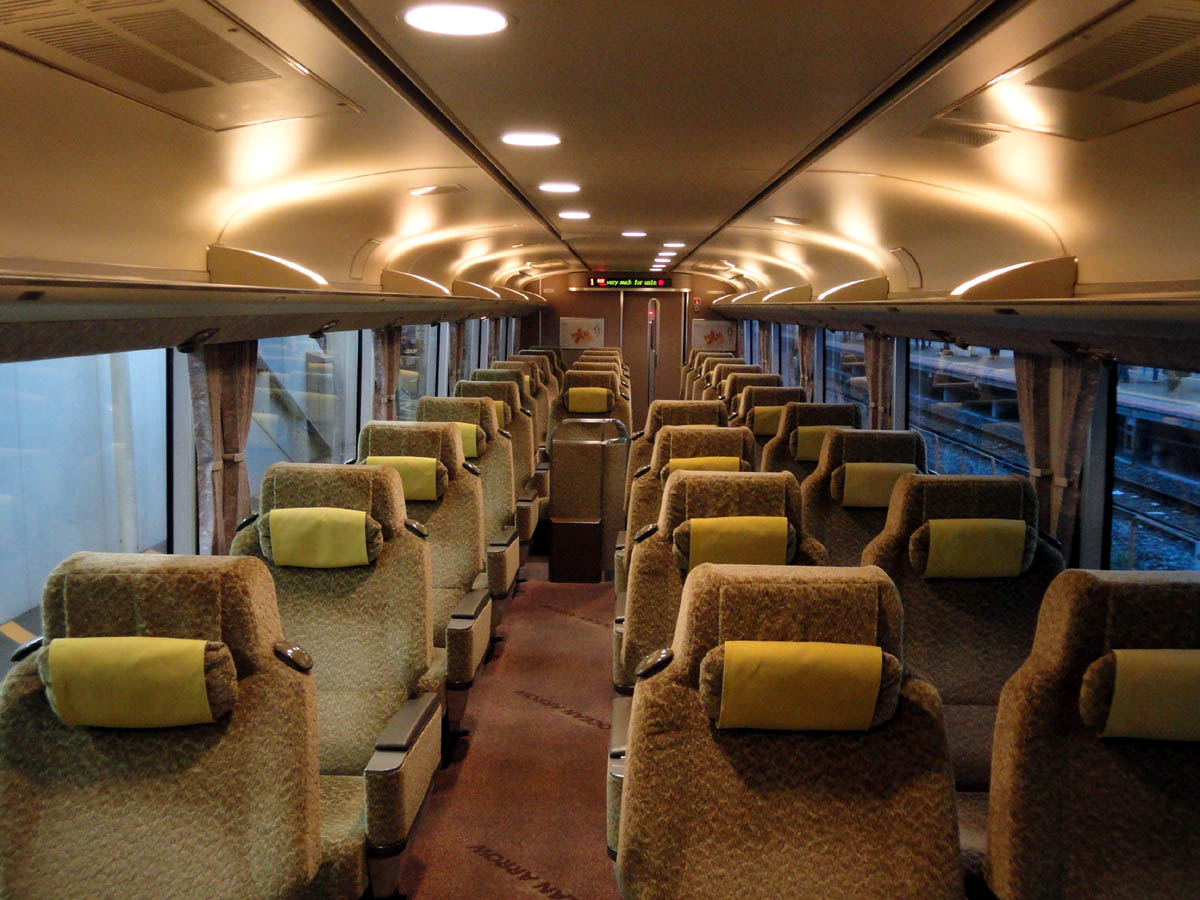
Intérieur de la "Green car".
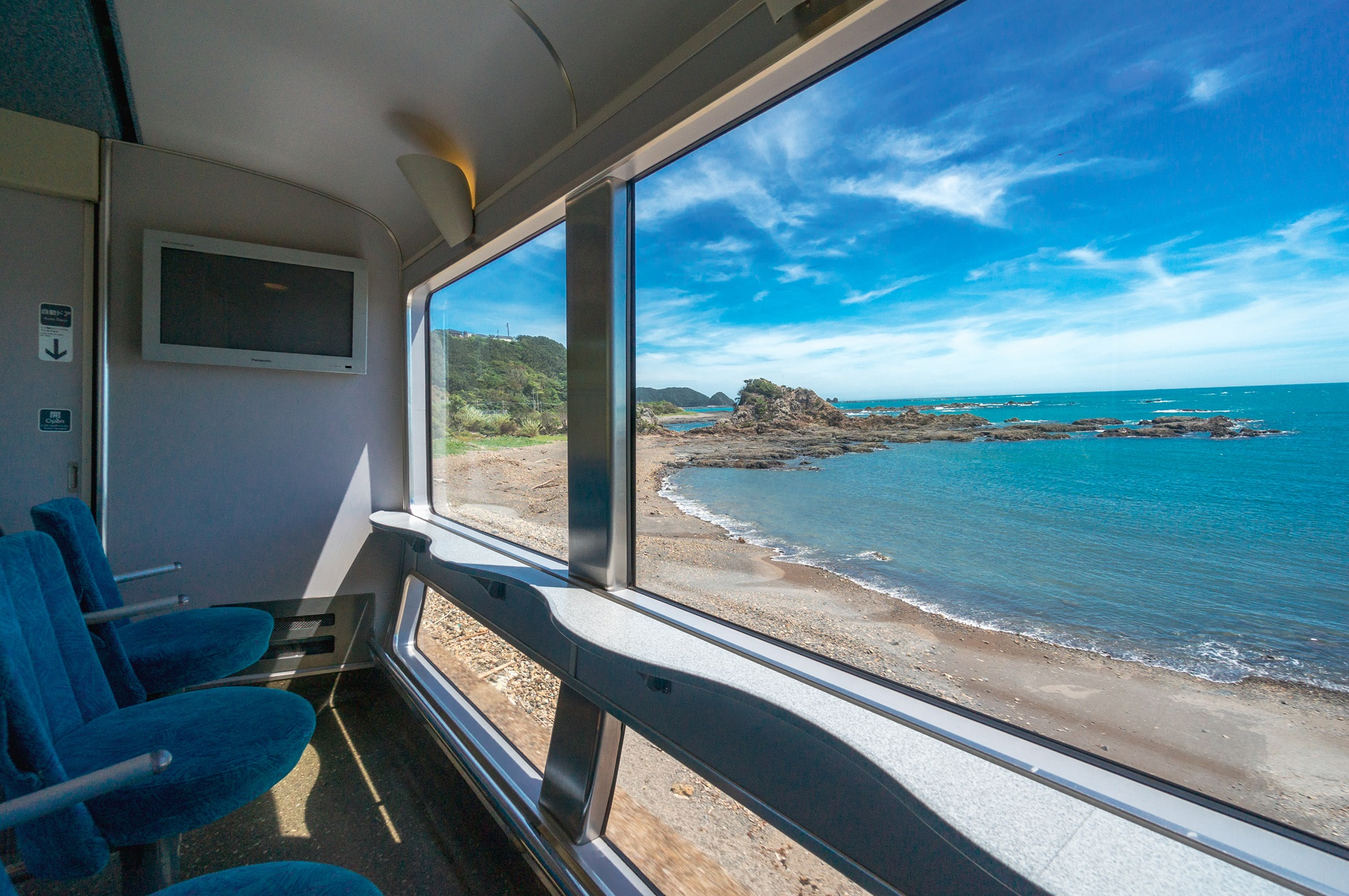
Salon panoramique.